# Estádio Harras El-Hedoud
O Estádio Harras El-Hedoud (em árabe: ستاد حرس الحدود) é um estádio de futebol localizado na cidade de Alexandria, no Egito. Inaugurado em 2003 e de propriedade do Harras El-Hodood, clube local que manda ali seus jogos oficiais por competições nacionais, foi também uma das sedes oficiais do Campeonato Africano das Nações de 2006, realizado no país. Conta com capacidade máxima para 22 000 espectadores.